# دروغگوی صادق
دروغگوی صادق (انگلیسی: An Honest Liar) یک فیلم بلند در سبک مستند به کارگردانی و تهیه‌کنندگی جاستین وینستین و تیلر میسن است که در سال ۲۰۱۴ منتشر شد.
این مستند دربارهٔ زندگی یکی از شعبده‌بازان مشهور جهان جیمز رندی، شکاک کانادایی-آمریکایی است.

## جوایز
فیلم برگزیده تماشاگران، جشنواره فیلم مستند ای‌اف‌آی داکس؛ ۲۰۱۴.